# Эвальд, Зинаида Викторовна
Зинаи́да Ви́кторовна Э́вальд (6 октября [18 октября] 1894, Санкт-Петербург, Санкт-Петербургская губерния, Российская империя — 27 января 1942, Ленинград, СССР) — советская пианистка, музыковед-фольклорист, переводчица и педагог. Одна из создателей отечественной музыкальной фольклористики. Доцент (1932). Кандидат искусствоведения (1935). Жена музыковеда-фольклориста, профессора Евгения Владимировича Гиппиуса (1903-1985).

## Биография
Зинаида Викторовна Эвальд родилась в семье известного архитектора, композитора и виолончелиста Виктора Владимировича Эвальда, который был членом Беляевского кружка. Дедушка, Владимир Фёдорович Эвальд – петербургский педагог и директор 1-го Петербургского реального училища, как и отец Эвальд, имел чин действительного статского советника. С ранних лет Зинаида Викторовна проявляла способности в живописи и музыке.
Среднее образование Эвальд получила в Екатерининской женской гимназии, которую окончила в 1911 году. После этого она поступила в школу Общества поощрения художеств, где изучала рисование и живопись с 1911 по 1917 год. По окончании обучения Эвальд уехала в Николаев, где работала преподавателем рисования в средней школе при Центральных художественных мастерских (в 1917–1921 годах) и одновременно училась в Николаевском Музыкальном училище (класс специального фортепиано), а также работала библиотекарем в организованной ей нотной библиотеке.
Вернувшись в Петроград, Эвальд в 1921 году поступила в Петроградскую консерваторию, где занималась у Натальи Николаевны Позняковской, окончила учёбу в 1925 году. Параллельно она училась на музыкальном отделении Государственного института истории искусств, который завершила под руководством Б. В. Асафьева, М. О. Штейнберга и А. В. Оссовского (1922–1925). В 1925-1926 годах она вела курс музыкальной литературы в Четвертом государственном музыкальном техникуме и в музыкальной школе имени Н. А. Римского-Корсакова, а также занималась в органном классе И. А. Браудо. С 1923 по 1931 год была секретарём и одним из организаторов Баховского кружка.
В 1926 году Эвальд стала научным сотрудником Государственного института истории искусств (ныне Российский институт истории искусств), участвовала в семинарах, посвящённых русской народной песне и романсу.
В 1927 году она была назначена секретарем Кабинета музыкальной интонации и Сектора музыкальной литературы, а затем стала заведующей кабинетом музыкальной этнографии, музыкально-издательского и нотного дела (1928–1929 годы). С 1931 по 1941 годы Зинаида Эвальд работала старшим научным сотрудником фольклорной комиссии Института археологии и этнографии АН СССР и преподавала историю музыки в Центральном музыкальном техникуме с 1927 до 1942 года.
В 1926 году Эвальд также была научным сотрудником этнографического кабинета и ассистентом Б. В. Асафьева в Ленинградской консерватории. В 1927 году она стала преподавателем, а с 1932 года — доцентом кафедры истории русской музыки.
В 1927 году перевела с немецкого языка и переработала книгу Теодора Фриммеля «Жизнь Бетховена» под редакцией Игоря Глебова (псевдоним Б. В. Асафьева). В 1931 году она перевела с немецкого языка книгу Эрнста Курта «Основы линеарного контрапункта», с предисловием и редакцией Б. В. Асафьева, предварительно сделав доклад на тему «Этнографическая теория Курта» в 1928 году.
Зинаида Викторовна активно занималась проблемами классической музыки. Она написала работу «Характерные интонационные элементы в романсах Даргомыжского», опубликованную в книге «Русский романс» (1930 год), статью о различиях редакций оперы Модеста Мусоргского «Борис Годунов», а также подготовила научный анализ Четвёртой симфонии И. Брамса. Кроме этого, она занималась музыкальной критикой.
Эвальд специализировалась на русской и белорусской народной песне, записала ценные образцы русского многоголосия, систематически собирала рабочий и крестьянский фольклор в Ленинграде и области, а также других регионах страны. Совместно с мужем Евгением Гиппиусом она принимала участие в многочисленных научных фольклорных экспедициях на Кавказ, в Узбекистан, Туркмению, Монголию, Удмуртию и на русский Север, в том числе – Заонежье, Пинегу, Мезень и Печоры в 1928 году.
Зинаида Эвальд принимала участие в значительном количестве записей народных песен народов СССР, которые впоследствии стали основой для творчества композиторов, в том числе Сергея Прокофьева: «Русские народные песни для пения с фортепиано» соч. 104 (Москва, Советский композитор, 1966) и других. Она является автором ряда статей на темы историко-музыкальной и музыкально-фольклорной тематики для «Большой советской энциклопедии» и «Малой советской энциклопедии». Также Эвальд составила несколько сборников песен и участвовала в организации фонограмм архива записей народной музыки Государственного института истории искусств. Сотрудничала с Евгением Гиппиусом, совместно подготовив к печати книги «Песни Пинежья», «Белорусский песенный фольклор», антологию «Крестьянская лирика» и ряд исследовательских статей.
Умерла от истощения в блокадном Ленинграде 27 января 1942 года. Место захоронения неизвестно.